# 1960 w sztukach plastycznych
Wydarzenia w sztukach plastycznych i wizualnych w 1960 roku.

## Wydarzenia
- W Elblągu otwarto Galerię El[1].

## Malarstwo
- Antoni Tàpies

Malowidło w kształcie T
- Salvador Dalí

Rada ekumeniczna
- Edward Hopper

Druga historia o słonecznym świetle – olej na płótnie
Ludzie na słońcu – olej na płótnie
- James Rosenquist

Prezydent elekt (President Elect) – olej na sklejce (trzy części), 213,4x365,8
- Jasper Johns

Obraz z dwiema kulkami (Painting with Two Balls) – enkaustyka, kolaż na płótnie i przedmioty, 167,6x137,2 cm
- Willem de Kooning

Drzwi prowadzące do rzeki (Door to the River) – olej na płótnie, 203,2x177,8 cm
- Mark Rothko

Numer 14 – olej na płótnie, 290,8x268,6 cm
- Kenneth Noland

Przód i tył (Back and Front) – farba Magna na płótnie, 183x183 cm

## Grafika
- Maurits Cornelis Escher

Granica koła IV (Niebo i piekło) – drzeworyt langowy
W górę i w dół – litografia

## Rzeźba
- Alina Szapocznikow

Syrena VI
Błazen (1959-1960)
Duet (Duo) (1959-1960)
Corrida I (1959-1960) i Corrida II
Derwisz
Diabeł
Głowa II i Głowa III
Gniazdo I i Gniazdo II
Król
Muszla
Seria Skorupy
Pauvre (Ubogi)
Rozłupany

## Instalacja
- Jean Tinguely

W hołdzie dla Nowego Jorku

## Nagrody
- World Press Photo – Yasushi Nagao[15]

## Urodzeni
- Maurizio Cattelan – włoski rzeźbiarz i twórca instalacji
- Franko B – włosko-brytyjski malarz, performer, rysownik, rzeźbiarz
- Wojciech Zamiara, polski artysta multimedialny
- 8 maja – Leszek Knaflewski (zm. 2014), polski artysta multimedialny
- 1 października – Ewa Ciepielewska, polska malarka i performerka
- 22 grudnia – Jean-Michel Basquiat (zm. 1988), amerykański malarz i twórca graffiti